# Wandernde Seillast
Die wandernde Seillast tritt bei Hebewerken mit Gegengewicht und Transportseil mit Umlenkrolle auf. Sie ist die Gewichtsveränderung, die durch die ungleichen Seillängen auf der Seite des Gewichtes und des Gegengewichtes entsteht, und führt dazu, dass der Antrieb eine veränderliche Last bewegen muss. Durch Seilgewichtsausgleichsketten oder Unterseile kann die wandernde Seillast eliminiert werden.
Von konstruktiver Bedeutung ist sie bei Schiffshebewerken und im Bergbau bei der Koepeförderung.